# کریستین گومبه
کریستین گومبه (انگلیسی: Christian Gombe؛ زادهٔ ۲۲ فوریهٔ ۱۹۶۲) بازیکن بسکتبال اهل جمهوری آفریقای مرکزی بود. وی در بازی‌های المپیک تابستانی ۱۹۸۸ شرکت کرده‌است.